# Joe Engle
Joseph Henry Engle, detto Joe (Abilene, 26 agosto 1932 – Houston, 10 luglio 2024), è stato un astronauta statunitense nonché generale dell'aeronautica militare americana - U.S. Air Force.
Engle ottenne il bachelor in ingegneria aeronautica presso l'Università del Kansas nel 1955. In seguito divenne membro della società di piloti per voli di collaudo e d'esperimento, la Society of Experimental Test Pilots.
Collaborò allo sviluppo e alle prove dell'aereo a propulsione di razzi X-15 sviluppato dalla NASA in collaborazione con l'Air Force. Fu proprio durante tale fase di collaudo che gli vennero assegnate le wings (ali da astronauta), cioè il riconoscimento di aver raggiunto lo spazio e l'abilitazione per voli successivi. Engle fu poi pluridecorato di ulteriori importanti onorificenze nel campo militare e civile.
Engle fu uno dei primi astronauti a partecipare al programma per lo Space Shuttle volando già nel 1977 nella missione di collaudo dello Space Shuttle Enterprise. Inoltre fu a bordo del secondo volo di collaudo in orbita dello Space Shuttle Columbia svoltosi nel 1981.

## Biografia

### Carriera militare
Engle venne assegnato all'aeronautica militare passando attraverso l'addestramento degli ufficiali di riserva dell'Università del Kansas ed iscrivendosi all'apposita scuola per allievi pilota nel 1957. Prestò servizio presso il 474º squadrone, lo 474th Fighter Day Squadron e il 309th Tactical Fighter Squadron stazionati presso la George Air Force Base in California. Concluse l'addestramento della scuola di piloti di collaudo dell'aeronautica militare, la USAF Test Pilot School nonché della scuola per piloti di ricerca aerospaziale (sempre dell'Air Force), la  Air Force Aerospace Research Pilot School. In seguito Engle fu pilota di collaudo del programma di ricerca per l'X-15 svoltosi presso la Edwards Air Force Base in California dal giugno del 1963 fino al suo trasferimento al Lyndon B. Johnson Space Center nel 1966. Tre dei suoi 16 voli di collaudo del X-15 superarono il raggiungimento di un'altidudine di 80 km (50 miglia), cioè l'altidudine per qualificarsi per un incarico da astronauta. Prima di effettuare questi voli fu pilota di collaudo per il gruppo di aerei da combattimento, sempre presso la base militare di Edwards.
Nella sua carriera pilotò più di 155 tipi diversi di aerei (di cui 25 tipi di aerei da combattimento), raggiungendo più di 12.400 ore di volo, di cui 9.000 su aerei jet.

### Carriera di astronauta
Engle fu uno dei 19 astronauti scelti dalla NASA ad aprile del 1966. Fece parte dell'equipaggio di supporto (support crew) dell'Apollo 10 (in particolare assumendo il ruolo di Capcom) e dell'equipaggio di riserva quale pilota del modulo lunare per la missione dell'Apollo 14. Pertanto, seguendo il principio di rotazione in atto alla NASA, si stava preparando ad allunare in questo ruolo durante la missione dell'Apollo 17, quando venne rimpiazzato dallo scienziato-astronauta Harrison Schmitt a causa dell'annullamento definitivo della missione Apollo 18. Solo in tal modo fu possibile mandare almeno uno scienziato-astronauta sulla Luna.
Il suo primo importante incarico fu il comando di uno dei due equipaggi operanti nel corso dei voli Approach and Landing Tests dello Space Shuttle, l'apposito programma per verificare la fase di rientro e atterraggio dello Shuttle, svoltosi a partire da ottobre 1977. Lo Space Shuttle Enterprise (la navicella del programma usata esclusivamente in voli di prova) venne portato ad un'altezza di 7.500 m (25.000 piedi) agganciato ad un Boeing 747 appositamente modificato per consentirne il trasporto. Sganciatosi dallo stesso, eseguì un volo planare di circa due minuti onde effettuare la manovra di atterraggio. Durante la serie di prove dovette valutare l'affidabilità, la possibilità di manovrare e di far atterrare l'orbiter, comprendendo in tali test, ovviamente, la stabilità e il controllo del veicolo spaziale in volo supersonico. Engle e Richard Truly pilotarono il primo di questi voli dello Shuttle. I due compagni formarono pure l'equipaggio di riserva della prima missione dello Shuttle, la STS-1, con Engle nel ruolo di comandante di riserva. Si trattò del primo volo di prova in orbita dello Space Shuttle Columbia. Nel suo primo volo nello spazio ricoprì il ruolo di comandante della missione STS-2 sempre con Truly come compagno.
Considerata la natura di prova della missione STS-2 e la sua esperienza precedente con l'X-15, fu deciso che il rientro dello shuttle sarebbe avvenuto senza l'ausilio dei computer: Engle fu così l'unico pilota ad aver effettuato il rientro e l'atterraggio delle Space Shuttle in modalità di volo completamente manuale. Inoltre, fu l'unico che abbia avuto la possibilità di pilotare nello spazio due differenti tipi di velivoli alati, appunto lo shuttle e l'X-15
La missione STS-2 si trattò del primo volo umano a raggiungere l'orbita utilizzando la stessa navicella spaziale di una missione precedente. Da sottolineare, comunque, che il primo veicolo spaziale ad essere riutilizzato fu la capsula della missione Gemini 2, priva di equipaggio ed utilizzata in un volo suborbitale. La stessa, rinnovata, sostanzialmente modificata e in particolar modo dotata di un abbaino nello scudo termico per fungere da prototipo delle capsule Gemini-B - in futuro utilizzate per il progetto Manned Orbiting Laboratory (MOL) - venne già lanciata il 3 novembre 1966 con un razzo vettore del tipo Titan IIIC per un ulteriore volo suborbitale. Il Columbia invece volò in orbita per la seconda volta senza essere stato modificato (ad eccezione ovviamente delle parti rinnovate, come lo scudo termico ecc.). Il suo secondo ed ultimo volo nello spazio fu la missione STS-51-I svoltasi nel 1985. Raggiunse più di 225 ore di volo nello spazio, ma non svolse delle attività extraveicolari.
Per un breve periodo, da marzo a dicembre del 1982 venne interrotta la sua carriera da astronauta attivo in quanto assunse un importante incarico da amministratore per i voli umani nello spazio presso il quartier generale della NASA. Decise di ritornare nel ruolo di astronauta attivo facendo ritorno al Johnson Space Center a gennaio del 1983. Fece parte della commissione d'esame della tragedia del Challenger avvenuta durante il lancio della missione STS-51-L il 28 gennaio 1986. Svolse ulteriore lavoro di consulenza per lo sviluppo ed il perfezionamento dello Shuttle durante gli anni novanta.
Joe Engle si ritirò dalla carriera militare e dalla NASA il 30 novembre 1986.

### Carriera dopo la NASA
Il 1º dicembre 1986 venne assegnato alla guardia nazionale aerea (Air National Guard) del Kansas e di conseguenza promosso al grado di generale di brigata. Negli anni successivi lavorò come pilota di aerei ad alte prestazioni e fu consulente per attrezzature aerospaziali nonché sportive.

## Vita privata
Si sposò con Mary Catherine Lawrence con la quale ebbe due figli. Rimasto vedovo nel 2004, si risposò con Jeanie Carter.
Trascorreva la maggior parte del suo tempo libero dedicandosi al pilotaggio di aerei (in particolare di aerei da combattimento impegnati nel corso della seconda guerra mondiale), alla caccia ed all'atletica leggera.